# Krysten Ritter

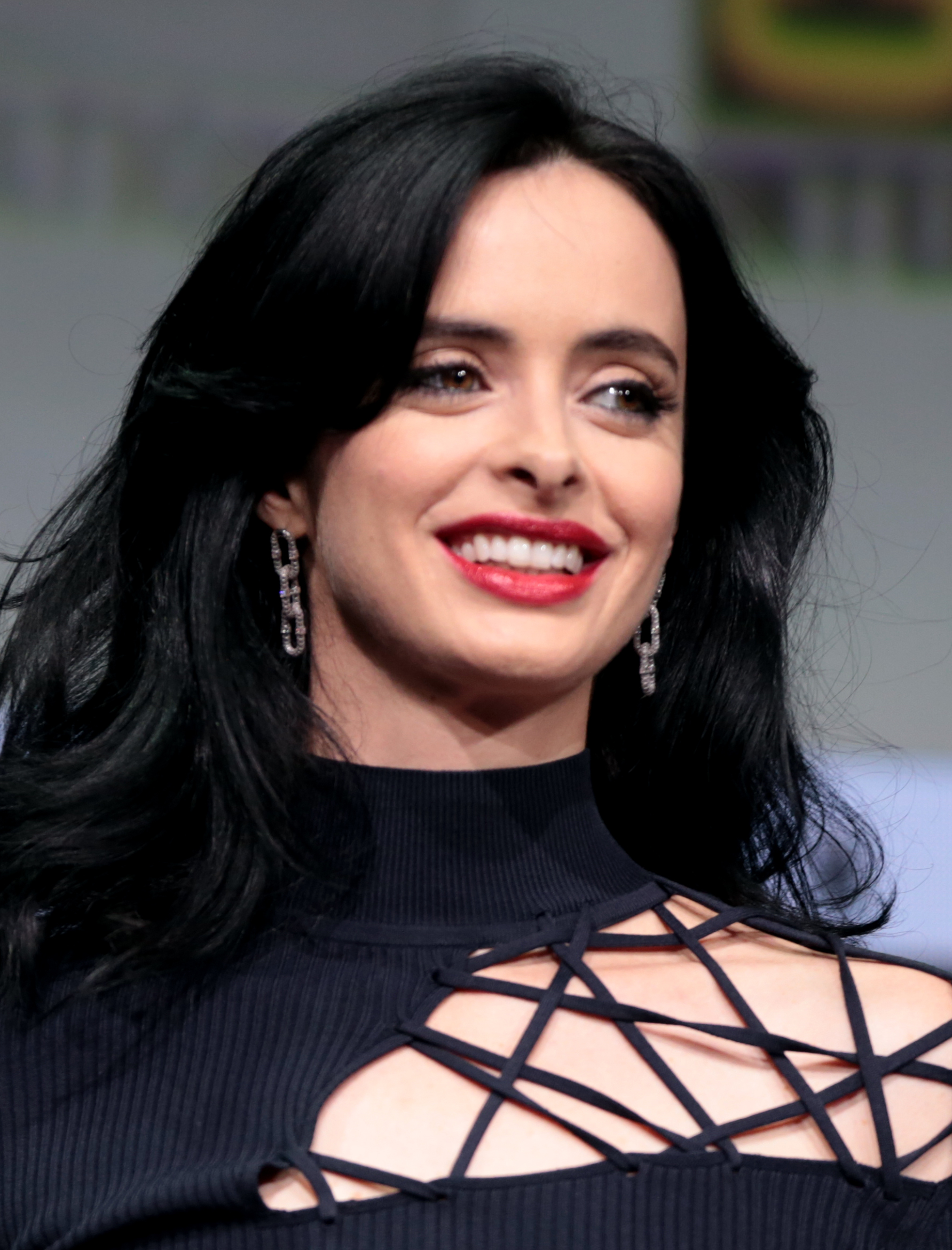
Krysten Ritter (2017)

Krysten Alyce Ritter  (* 16. Dezember 1981 in Bloomsburg, Pennsylvania) ist eine US-amerikanische Schauspielerin.

## Leben und Karriere
Ritter wurde in einem Einkaufszentrum von einem Talentscout von Elite Model Management entdeckt. Sie arbeitete daraufhin als Model auf den Laufstegen von New York, Mailand und Paris und drehte Werbespots. Nebenbei machte sie in New York eine Schauspielausbildung. 2001 gab sie das Modeln zugunsten ihrer Schauspielkarriere auf.
2001 hatte Ritter ihre erste kleine Filmrolle in Männerzirkus. Nach einer Gastrolle in Law & Order im Jahr 2004 erhielt sie eine wiederkehrende Rolle als Gia Goodman in der zweiten Staffel der Fernsehserie Veronica Mars. Weitere wiederkehrende Rollen hatte sie in Gilmore Girls und Ehe ist…. Zudem war sie in den Spielfilmen 27 Dresses und Love Vegas zu sehen.
2009 übernahm sie in der zweiten Staffel der Serie Breaking Bad die Rolle der Jane Margolis. 2012 stand sie neben Alicia Silverstone, Sigourney Weaver und Malcolm McDowell in Amy Heckerlings dunkler Romantik-Komödie Vamps – Dating mit Biss vor der Kamera.
Ritter spielte eine Hauptrolle in der Comedyserie Apartment 23, die im April 2012 auf ABC Premiere hatte, aber bereits im Laufe der zweiten Staffel abgesetzt wurde. Die Serie, die bereits im Juni 2011 einen Critics’ Choice Television Award als Vielversprechendste neue Serie erhielt, wurde ab dem 28. Februar 2013 auch in Deutschland von ProSieben ausgestrahlt.
Von November 2015 bis Juni 2019 war sie in der Hauptrolle der Serie Marvel’s Jessica Jones zu sehen. Die gleiche Rolle übernahm sie 2017 auch in Marvel’s The Defenders. Im Mai 2025 wurde bekannt, dass sie als Jessica Jones auch in der zweiten Staffel von Daredevil: Born Again zu sehen sein wird.
Ritter ist seit dem Jahr 2014 mit Adam Granduciel, Bandleader der Indie-Rock-Band The War on Drugs, liiert. Ihr gemeinsamer Sohn wurde am 29. Juli 2019 in Los Angeles geboren.

## Filmografie (Auswahl)
- 2001: Männerzirkus (Someone Like You …)
- 2003: Mona Lisas Lächeln (Mona Lisa Smile)
- 2004: Law & Order (Fernsehserie, Folge 14x20)
- 2004: Liebe, Lüge, Leidenschaft (One Life to Live, Fernsehserie)
- 2004: Whoopi (Fernsehserie, Folge 1x19)
- 2005: Veronica Mars (Fernsehserie, 8 Folgen)
- 2006: Justice – Nicht schuldig (Justice, Fernsehserie, Folge 1x12)
- 2006: Gilmore Girls (Fernsehserie, 8 Folgen)
- 2006: Ehe ist… (’Til Death, Fernsehserie, 5 Folgen)
- 2008: 27 Dresses
- 2008: Love Vegas (What Happens in Vegas)
- 2009: Gossip Girl (Fernsehserie, Folge 2x24)
- 2009: Die Tudors (The Tudors, Fernsehserie, 1 Folge)
- 2009: Shopaholic – Die Schnäppchenjägerin (Confessions of a Shopaholic)
- 2009–2010: Breaking Bad (Fernsehserie, 10 Folgen)
- 2010: Zu scharf um wahr zu sein (She’s Out of My League)
- 2010: How to Make Love to a Woman
- 2011: Killing Bono
- 2011: L!fe Happens – Das Leben eben! (L!fe Happens)
- 2012: Vamps – Dating mit Biss (Vamps)
- 2012–2013: Apartment 23 (Don’t Trust the B---- in Apartment 23, Fernsehserie)
- 2014: Veronica Mars
- 2014: The Blacklist (Fernsehserie, Folge 2x01)
- 2014: Big Eyes
- 2015: Listen Up Philip
- 2015: Search Party
- 2015–2019: Marvel’s Jessica Jones (Fernsehserie, 39 Folgen)
- 2016: Asthma
- 2017: The Hero
- 2017: Marvel’s The Defenders (Fernsehserie, 8 Folgen)
- 2019: El Camino: Ein „Breaking Bad“-Film (El Camino: A Breaking Bad Movie)
- 2021: Nightbooks
- 2023: Orphan Black – Echoes (Fernsehserie, 10 Folgen)
- 2023: Love and Death (Miniserie, 7 Folgen)
- 2024: Sonic the Hedgehog 3
- 2025: Dexter: Wiedererwachen (Dexter: Resurrection) (Fernsehserie, 3 Folgen)

## Werke
- 2017: Bonfire: A Novel, Crown Archetype (deutsch Bonfire – Sie gehörte nie dazu, Diana Verlag 2018, ISBN 978-3-453-29213-0)